# عرفان رضایی
عرفان رضایی (۱۱ شهریور ۱۳۸۰ – ۳۰شهریور ۱۴۰۱) یکی از معترضان شرکت‌کننده در اعتراضات ۱۴۰۱ ایران در آمل بود که نیروهای امنیتی وابسته به جمهوری اسلامی با شلیک دو گلوله از فاصله نزدیک به کتف و سینه او را به قتل می‌رسانند. ویدیویی در شبکه‌های اجتماعی منتشر شده است که او را ساعتی قبل از کشته شدن درحال پاره‌کردن یکی از بنرهای سیدعلی خامنه‌ای در یکی از خیابان‌های شهر آمل نشان می‌دهد. گفته می‌شود اما در مقابل فرمانداری آمل کشته شده است. پدر او مجروحان شیمیایی و موج انفجار جنگ ایران و عراق بوده است. نیروهای امنیتی جمهوری اسلامی تلاش کرده‌اند با رهگذر خواندن عرفان، کشته شدن او را به گردن معترضان بیندازند و او را شهید اعلام کنند اما خانواده او قبول نکرده‌اند.

## کشته‌شدن
«در پزشکی قانونی، برای تحویل جسد عرفان، از پدر و عموهای او تعهد گرفته‌اند که در مقابل این جنایت سکوت کنند. نیروهای امنیتی به ما فشار آوردند که عامل قتل عرفان را «منافقین» اعلام کنیم که البته ما زیر بار این فشار نرفتیم. بعد از این که نپذیرفتیم عامل قتل او را سازمان مجاهدین خلق معرفی کنیم، این بار پیشنهاد دادند که نام عرفان را به عنوان شهید جمهوری اسلامی ثبت کنند که باز این را هم قبول نکردیم.»— فرزانه بَرزه‌کار، مادر عرفان رضایی، رادیو زمانه
او آخرین بار در روز ۳۰ شهریور ۱۴۰۱ حدود ساعت ۱۸ عصر، با مادر خود برای دریافت پول تماس می‌گیرد و به مادر خود نیز می‌گوید «قصد رفتن به تظاهرات ندارد و می‌خواهد قدم بزند.» او وقتی پول را واریز می‌کند و تقریباً یک ساعت بعد در حدود ساعت ۱۹ که با عرفان تماس می‌گیرد، پاسخی نمی‌دهد. تا بعد از دو ساعت تلاش خانواده برای پیداکردن او بی‌نتیجه می‌ماند. تا اینکه یکی از آشنایان نظامی به آن‌ها اطلاع می‌دهد که عرفان در بازداشت اداره اطلاعات آمل است. حضور آن‌ها در مقابل اداره اطلاعات و پرس و جوی او دربارهٔ عرفان بی‌نتیجه بود. حدود ساعت ۱۰ شب، دوست عرفان که در تجمع مقابل فرمانداری آمل نیز همراه او بوده، با مادر عرفان تماس می‌گیرد و می‌گوید که عرفان تیر خورده و به بیمارستان ۱۷ شهریور آمل منتقل شده است. به گفته مادر او، اسم عرفان در پذیرش بیمارستان ثبت بود و یکی از کارمندان بیمارستان هم به او گفته که آخرین بار عرفان را در حالت هوشیار دیده و اسم خودش را به مسئولان بیمارستان گفته و سپس او را به طبقه بالای بیمارستان برای عمل فرستاده‌اند. در طبقه بالای بیمارستان مادر او روی صندلی مقابل اتاق عمل یک تکه از پیراهن خونی عرفان را پیدا می‌کند. اما کارمندان اتاق عمل ابراز بی‌اطلاعی می‌کنند و می‌گویند مجروحانی که به این‌جا می‌آورند، بی‌هویت‌اند.
بعد از دو روز بی‌خبری، مأموران امنیتی با خانواده او تماس می‌گیرند و به آنها می‌گویند که برای تحویل جنازه عرفان به سردخانه مراجعه کنند. مادر او می‌گوید «به سردخانه مراجعه کردیم و من فقط سر عرفان را دیدم که شکافته شده بود. پزشکان گفتند برای کالبدشکافی سر او را شکافتیم که ببینیم شاید در اثر مصرف مواد یا مشروبات الکلی فوت کرده است.»
در پرونده نوشته شده او به دلیل خون ریزی زیاد کشته شده است. امّا سندی به ما خانواده آن‌ها نشان داده نشده که او بلافاصله بعد از شلیک کشته شده، یا در بیمارستان جان خود را از دست داده است. خانواده او می‌گوید «به ما گفته شده که از میدان ۱۷ شهریور که عرفان بنر خامنه‌ای را پاره کرد، یک مأمور لباس شخصی او را تا ساختمان فرمانداری زیر نظر داشته است.»
گواهی فوت عرفان رضایی در ۷ مهر ۱۴۰۱ صادر شده اما در پنج‌شنبه ۱۹ آبان به خانواده او تحویل داده می‌شد. در گواهی فوت علت مرگ او «عملکرد وسایل جنگی در خارج از جنگ» اعلام شده است.